# 3476 Dongguan
3476 Dongguan è un asteroide della fascia principale del diametro medio di circa 31,53 km. Scoperto nel 1978, presenta un'orbita caratterizzata da un semiasse maggiore pari a 3,1590600 au e da un'eccentricità di 0,1949426, inclinata di 21,60581° rispetto all'eclittica.
L'asteroide è dedicato all'omonima città cinese.